# Dark Souls II
Dark Souls II (укр. Темні Душі 2) — відеогра жанру рольового бойовика з відкритим світом, розроблена й випущена компанією From Software для Xbox 360, PlayStation 3 та Microsoft Windows 2014 року. За межами Японії видавництвом займалась Bandai Namco. Гра є непрямим продовженням Dark Souls 2011 року, оповідаючи про героя, який шукає спосіб позбутися прокляття, яке вразило всіх людей.

## Ігровий процес
Dark Souls II працює на оновленому рушієві попередньої гри. Як і в Dark Souls, основою ігрового процесу є поетапне дослідження локацій створеним персонажем, в кінці більшості з яких знаходиться бос. Гравець сам створює свого персонажа, обираючи з-поміж кількох варіантів його зовнішності, визначаючи стать, початкові можливості і схильності. Місцем для відпочинку слугують багаття, яких стало більше, ніж у попередній грі. Біля багаття можна відновити очки здоров'я і вирушити до іншого багаття, проте отримати новий рівень можна тільки в спеціального персонажа в центральній локації.
У грі надалі наявний параметр людяності, використавши яку персонаж перетворюється з рухомого мерця на живу людину, отримує доступ до мережевого режиму (може прикликати на допомогу інших гравців, допомагати їм і нападати сам) і отримує підвищений запас здоров'я. Натомість неживий персонаж з кожною смертю штрафується зменшенням максимального запасу здоров'я. На відміну від першої частини гри, відновити людяність можна в будь-якому місці. Здоров'я за межами багаття можуть відновити фляги з зіллям естусом, які можна поповнити біля багаття, а також самоцвіти, які можна знайти в різних місцях локації або вбивши ворожого персонажа.
Було перероблено інвентар персонажа, впроваджено руйноване оточення. Предмети стали швидше зношуватися, але їх ремонт біля вогнищ став безкоштовним і автоматичним. Вдосконалилося керування зброєю в обох руках.

## Світ гри
В давнину джерело всього життя, Перше Полум'я, стало згасати. В ті часи король Вендрік заснував королівство Дранґлейк на руїнах ворогуючих держав Венни і Алкену. Вони потерпали від прокляття, що перетворювало людей на рухомих мерців «порожніх», які жадали душ живих. Вендрік переміг чотирьох Великих, які володіли найсильнішими душами, якими розпалив Перше Полум'я, сам ставши могутнім і безсмертним велетнем. Зі своїм братом Алдією він зробив Дранґлейк могутьою і славетною державою.
Жінка Нашандра навіщувала Вендріку велику загрозу з-за моря від гігантів. Король, вирушивши в похід з нею, розграбував землі гігантів і викрав скарб, з допомогою якого створив з душ гігантів камінних істот големів. Користуючись ними, Вендрік побудував замок Дранґлейк, як символ своєї перемоги і любові до Нашандри, яку взяв за дружину.
Гіганти не пробачили Ведріку нападу і викрадення скарбу, перетнули море і напали на його королівство. Почалася війна, що тривала кілька поколінь, в ході якої майже всі гіганти загинули, але і землі Дранґлейнку лишилися спустошеними. Після смерті гіганти обернулися на дерева, що покрили королівство густим лісом.
Згодом стало очевидним, що джерело всього життя в світі, Перше Полум'я, почало згасати знову, як наслідок прокляття перетворювало все більше людей на мерців. Вендрік намагався боротися з прокляттям, засилаючи уражених ним до в'язниць, але зрештою і сам підпав під його дію і став рухомим мерцем, спраглим до душ. Король відкрив, що його королева Нашандра не людина, а втілена особлива Темна Душа. Вона прагне занурити весь світ у темряву, для чого шукає Істинного короля, що буде взмозі погасити Полум'я, яким обрала Вендріка. Алдія ж шукав спосіб подолати прокляття, збираючи найкращих учених, та врешті безвісти зник.
Аби не дати планам Нашандри здійснитися, король з вірними воїнами і захисником Вельдстадтом сховався в Склепі Нежиті, де королева не могла його дістати, і став «порожнім». Вендрік лишився блукати в Склепі, а його держава остаточно занепала. Нашандра ж лишилася в замку Дранґлейнк, очікуючи приходу того, хто міг би сісти на Трон Бажання і стати новим Істинним королем.

## Сюжет
Гра починається віщуванням старої жінки про долю головного героя, обраного проклятого. За її словами, він стоятиме перед брамою королівства Дранґлейк, сам не знаючи для чого. Обраний проклятий отямлюється, одягнений в лахміття і капішон (які повністю приховують його зовнішність) посеред руїн, де знаходить трьох жінок в червоному, колишніх Хранительок Полум'я. Вони розпитують у прибулого хто він такий і здогадуються, що він, як і численні інші прокляті, прийшов у Дранґлейк у пошуках ліків, адже є «порожнім» — рухомим мерцем, який прагне насититися душами живих. Жінки, зважаючи на те, що гість ще зберіг пам'ять (в цей час гравець створює персонажа і він скидає лахміття), пропускають його в королівство. Зустрівши інших «порожніх», які зовсім втратили розум, проклятий проходить в приморське поселення Маджула, але застає королівство зруйнованим та наповненим «порожніми». В поселенні перебувають втікачі з усього королівства, серед яких обраний знаходить Посланця в зеленому, яка радить відшукати великі душі могутніх істот.
Обраний заходить до Лісу палих гігантів, де бореться з мерцями і добуває собі спорядження. Після блукань лісом він натикається на живого гіганта , якого вбиває і приходить до руїн міста. Подолавши його мертвих мешканців і чудовиськ-охоронців, герой добирається до покинутої фортеці, де на нього нападають горгульї. Здобувши перемогу, він прибуває до Пагорба грішників, де знищує чудовисько Забуту грішницю, отримує її велику душу і повертається в Маджулу.
Герой досліджує Могили святих, наповнені потворними щурами, звідки через звалище проходить до ущелени, в якій живе велетенський черв. Обраному вдається подолати всіх ворогів і постати перед складеним з купи тіл Гниючим, володарем іншої великої душі, над яким здобути перемогу.
По поверненню в Маджулу обраний вирушає до Темнолісся і зрештою опиняється в бухті Брайтстоун. Він перемагає злу павучиху Фрейю, проходить Чистилище нежиті, яке служило притулком проклятих для стародавньої держави, наповнене рухомими скелетами, і сходиться в бою з повелителями скелетів. Згодом обраний доходить до Земляного піку, де оселився демон жадоби, після чого опиняється в Залізній цитаделі, яка провалилася під землю, зведена жадібним правителем. В глибинах цитаделі, залитих розплавленим металом, він зустрічає палаючого Демона Плавильні та Залізного короля у подобі демона. Король виявляється володарем чергової великої душі. Зрештою герой отримує всі великі душі, Посланець в зеленому відсилає його на пошуки короля Вендріка.
Обраний дістається до замку Дранґлейк, в коридорах якого натрапляє на двох Драконових вершників і Дзеркального лицаря. Він спускається до напівзатопленого Храму Амани, який охороняє Демон пісні. Після цього герой заходить у Склеп нежиті та мусить боротися з велетнем в обладунках, Вельдстатдом, що був охоронцем Вендріка. Подолавши його, він доходить до самого Вендріка, тепер «порожнього», якого може за бажанням убити. Обраний прямує до Гнізда і Храму Дракона, де може дізнатися від дракона (на якого імовірно перетворив себе Алдія) спогади і отримує від нього Серце попільного туману. Тут обраний також може з'ясувати, що дракон несправжній, його мертве тіло висить в павутині поряд з тілами гігантів, з яких був створений.
Повернувшись до Лісу палих гігантів, обраний знищує Повелителя гігантів, у якого забирає ключ до Трону Бажання. Там же він, маючи Серце попільного туману, може дізнатися спогади палих гігантів, які стали деревами, і минуле світу. Посланець просить знайти і знищити втілення темряви Нашандру, яка прагне погасити Перше Полум'я. Вона відкриває, що обраний тепер має сили наситити великими душами Перше Полум'я, чим відродити світ і людей. Героєві вдається дістатися до Трону, колись приготованого для Істинного короля, і перемогти його охоронців, після яких з'являється Нашандра. Після битви герой лишається перед порожнім велетенським Троном Бажання. Він сідає на Трон, стаючи новим королем Дранґлейку. Володіючи великими душами, йому тепер під силу розпалити ними Перше Полум'я і побороти цим прокляття.
У спеціальному виданні гри обраний може визначити що робити далі. Він може продовжити горіння Полум'я, або ж дослухатися до відшуканого Алдії та зібрати чотири корони Вендріка, з допомогою яких побороти прокляття. Це дозволяє героєві жити поза циклами Полум'я і Темряви.

## Розробка

### Оригінальна гра
Перший анонс Dark Souls II відбувся 9 грудня 2012 року з показом трейлера гри. Вихід було обіцяно для Xbox 360, PS3 і ПК наступного року. 10 квітня 2013 було оприлюднено другий трейлер, що показав ігровий процес впродовж 12-и хвилин. Томохіро Сібуйя, один з керівників розробки, заявив, що не проти надання гравцям можливості змінювати керування. Розповідалося, що одна з ключових особливостей Dark Souls — ковенанти, які дозволять гравцям долучатись до різних внутрішньоігрових фракцій, знову з'явиляться в грі, але завдання для них будуть описані набагато детальніше і, тим самим, стануть доступніші для гравця. Ігровий світ став приблизно в два рази більшим, ніж у попередниці, а початок гри — простішим для початківців. Також розробники підтвердили, що напружений геймплей залишиться незмінним, а вибір рівня складності не буде додано.
Команда розробників використовувала покращений ігровий рушій, можливості якого можна було побачити в трейлерах. У Dark Souls II впровадився покращений штучний інтелект ворогів, що дозволяє їм варіативніше реагувати на дії гравця.
Анонс бета-версії відбувся 5 вересня 2013. 19 вересня 2013 року було оголошено про перенесення дати виходу версії для персональних комп'ютерів, яка створюється під керівництвом Юі Танімури. Він пояснив це тим, що розробникам потрібно більше часу для оптимізації гри. Спочатку розробники планували створювати гру на новому ігровому рушієві, але через недостатність потужностей консолей сьомого покоління був використаний старий рушій Havok.

### Scholar of the First Sin
5 листопада 2014 року компанія Bandai Namco Games анонсувала оновлену та доповнену версію оригінальної гри — Dark Souls II: Scholar of the First Sin, яку було випущено 1 квітня 2015 року для PC, PlayStation 3, та Xbox 360, разом з PlayStation 4 і Xbox One. На всіх платформах ця гра це поєднання оригінальної Dark Souls II та три DLC кампанії. На PC, PlayStation 4 та Xbox One, Scholar of the First Sin включає перероблені візуальні та світлові ефекти, підтримка роздільності 1080p при частоті кадрів 60 за секунду. Перевидання також вносить зміни в саму гру: позиції та поведінка ворогів були переглянуті, та додана підтримка до шести гравців у багатокористувацьких сценаріях. Реліз збігся з версією патчу 1.10, який також було випущена для наявних версій гри 5 лютого 2015 року. Оновлення включало вдосконалення онлайн-гри, додавання титульного NPC з Scholar of the First Sin, покращення продуктивності, вдосконалення предметів та ковенантів. Незважаючи на ці вдосконалення, оновлення не виправило давній баг просідання фреймрейту в залежності від вибраної зброї, котрий пізніше було виправлено в патчі, випущеному в квітні 2015 року.
Власники наявної PC версії Dark Souls II отримали патч 1.10 безкоштовно; оновлене видання Scholar of the First Sin потрібно купувати окремо, проте власникам оригінальної гри Dark Souls II надається знижка. Оновлена версія використовує DirectX 11 замість 9, збережені дані з оригінальної гри несумісні з оновленою версією.